# Is-en-Bassigny
Is-en-Bassigny är en kommun i departementet Haute-Marne i regionen Grand Est (tidigare regionen Champagne-Ardenne) i nordöstra Frankrike. Kommunen ligger i kantonen Nogent som tillhör arrondissementet Chaumont. År 2022 hade Is-en-Bassigny 538 invånare.

## Befolkningsutveckling
Antalet invånare i kommunen Is-en-Bassigny
| Referens: INSEE |